# James Comey
James Brien Comey jr. (Yonkers (New York), 14 december 1960) is een Amerikaans jurist.
Hij was van 2013 tot mei 2017 de directeur van de Federal Bureau of Investigation (FBI). Hij was eerder van 2002 tot 2003 officier van justitie voor het zuidelijke district van New York en van 2003 tot 2005 onderminister van Justitie in het kabinet van president George W. Bush. 
Op 9 mei 2017 werd hij ontslagen als FBI-directeur door president Donald Trump.

## Levensloop
Comey studeerde in 1982 af aan het College of William & Mary in Virginia. Zijn eindscriptie ging over de liberale theoloog Reinhold Niebuhr en de conservatieve televisie-evangelist Jerry Falwell, waarbij Comey veel aandacht had voor hun gemeenschappelijke geloof in maatschappelijke actie. Hij studeerde vervolgens rechten aan de Universiteit van Chicago. Daarna vond hij een baan als assistent van een district-rechter. Van 1987 tot 1993 werkte hij op het kantoor van de openbaar aanklager van het zuidelijke district van de staat New York. In de jaren daarna vervulde hij verschillende assisterende functies bij de Amerikaanse overheid en hij had een deeltijdbaan als universitair docent aan de universiteit van Richmond in Richmond (Virginia).
Van januari 2002 tot zijn benoeming als onderminister van Justitie in december 2003 was Comey openbaar aanklager in het zuidelijke district van de staat New York. Een van zijn eerste taken was een onderzoek naar de controversiële gratieverlening van voormalig president Bill Clinton aan de zakenman Marc Rich. In november 2002 klaagde hij drie mannen aan voor een van de grootste zaken met betrekking tot identiteitsfraude in de Amerikaanse geschiedenis. De fraude had zeker twee jaar voortgeduurd en duizenden mensen waren gedupeerd voor een bedrag van in totaal meer dan drie miljoen dollar. Tevens zorgde hij ervoor dat de bekende zakenvrouw Martha Stewart achter de tralies verdween vanwege handel met voorkennis.

### Onderminister van Justitie
President George W. Bush benoemde Comey in december 2003 tot onderminister van Justitie. In die positie verwierf hij veel bekendheid toen zijn baas, minister van Justitie John Ashcroft, in het ziekenhuis lag. Twee vertrouwelingen van president Bush waren op weg naar het ziekenhuis waar Ashcroft op de intensive care lag na een spoedoperatie aan zijn galblaas. Zij wilden een handtekening voor de voortzetting van een omstreden afluisterprogramma. Comey en Ashcroft vonden dit programma te ver gaan. Toen hij hoorde van de komst van Bush' mannen naar het ziekenhuis draaide zijn auto meteen om en zo voorkwam hij dat Ashcroft tekende. Deze gebeurtenis leverde hem de reputatie op van een onafhankelijk figuur en maakte hem vooral bij de Democraten populair.
Als onderminister van Justitie stemde Comey in met een memorandum waarin dertien verschillende ondervragingstechnieken, waaronder waterboarding en slaaponthouding tot 180 uur, werden toegestaan. Hij maakte bezwaar tegen een tweede memorandum, waarbij deze technieken in combinatie met elkaar werden toegestaan. Hij was daarmee een van de weinige leden van Bush' kabinet die een grens stelde met betrekking tot het gebruik van marteltechnieken. Bij de hoorzittingen voorafgaand aan zijn benoeming tot FBI-directeur zei Comey dat hij persoonlijk van mening was dat waterboarding een marteltechniek was, maar dat tegelijkertijd de Conventie van de Verenigde Naties tegen martelen op dit punt zeer vaag was.
Na twee jaar stapte Comey alweer op. Hij kreeg een baan als juridisch adviseur bij de vliegtuigbouwer Lockheed Martin, werd commissaris bij de Britse bank HSBC en ging aan de slag als hoogleraar bij de rechtenfaculteit van de Columbia-universiteit. In 2009 stond Comey op een shortlist van de regering-Obama om David Souter, rechter bij het Hooggerechtshof, te vervangen.

### FBI-directeur

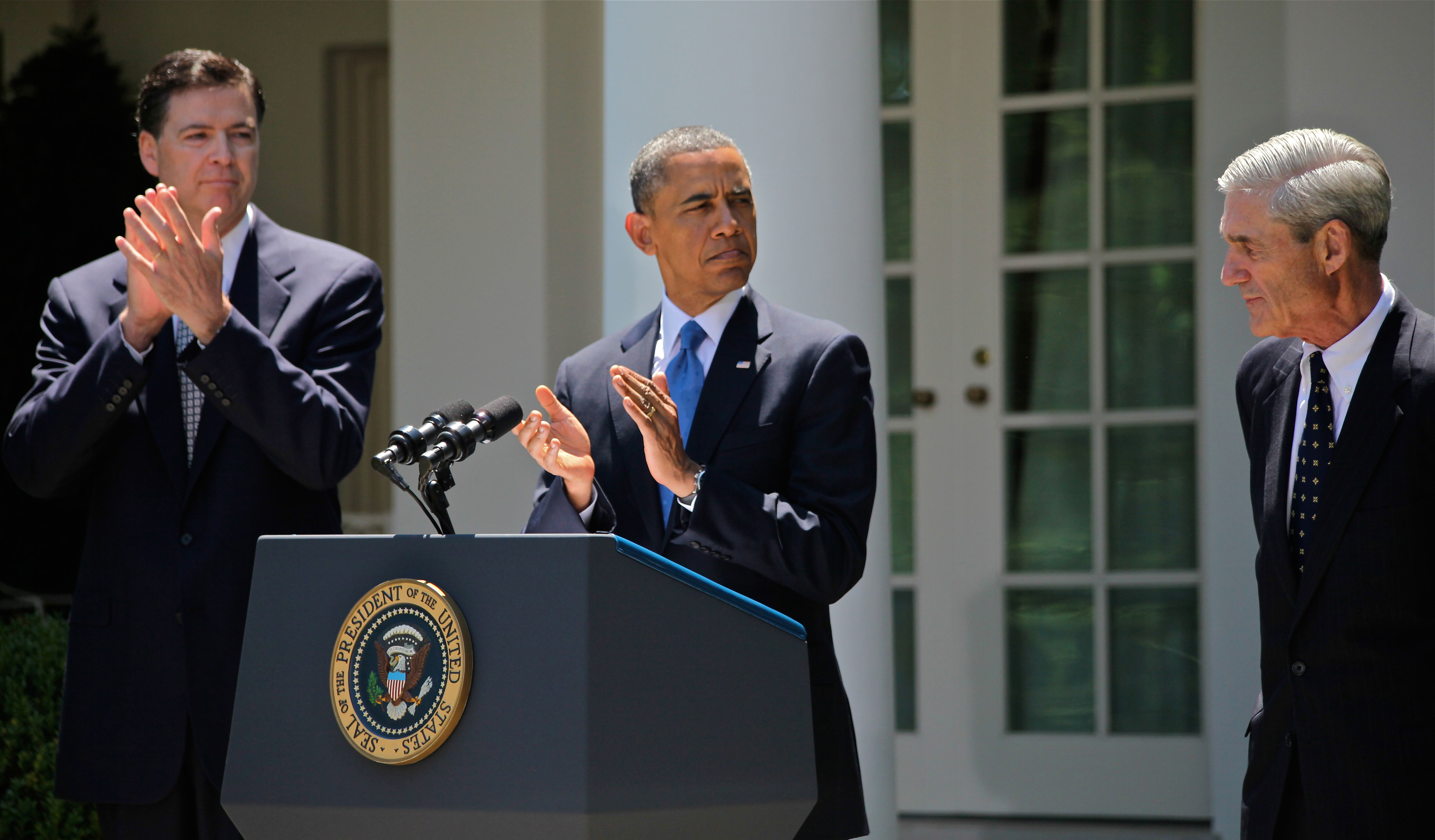
Comey, president Obama en aftredend FBI-directeur Robert Mueller tijdens Comeys nominatie tot FBI-directeur, 21 juni 2013

President Barack Obama droeg Comey in juli 2013 voor als directeur van de FBI. Dit was een opmerkelijke keuze, aangezien Comey een Republikein is. Als FBI-directeur lag Comey in de clinch met Apple omdat het bedrijf weigerde om de iPhone van een terrorist te kraken. Uiteindelijk lukte het de FBI zelf om de code te kraken. Comey sprak zich uit tegen een wet voor het opleggen van minimumstraffen. In mei 2015 zorgde hij voor diplomatieke onrust door Polen in één adem te noemen met Duitsland als daders van de holocaust. Voor die opmerking bood hij later zijn excuses aan.
Zijn belangrijkste moment was ongetwijfeld toen hij op 28 oktober, elf dagen voor de presidentsverkiezingen van 2016 bekendmaakte dat de FBI het onderzoek naar de Democratische kandidaat Hillary Clinton had heropend. Naar haar liep eerder een onderzoek omdat zij als minister van Buitenlandse Zaken op een persoonlijk e-mailadres werkmail ontving. Dit was een onderwerp geworden in de campagne. Twee dagen voor de verkiezingsdag liet Comey weten dat er geen reden was gevonden om Clinton te vervolgen. Het optreden van Comey had waarschijnlijk een sterke invloed op de verkiezingen, omdat Clinton eerder aan de winnende hand leek. Clinton wees achteraf Comey aan als hoofdschuldige voor haar verkiezingsnederlaag.

### Ontslag door President Trump (mei 2017)
De nieuwe president Donald Trump hield Comey aan als FBI-directeur. De verhouding tussen beiden verslechterde echter al snel. De FBI verrichtte namelijk een onderzoek naar (mogelijke) banden tussen het Republikeinse campagneteam en Rusland. Ook liet Comey weten dat er geen bewijs was voor Trumps bewering dat hij was afgeluisterd door de regering-Obama. Kort na zijn inauguratie vroeg Trump aan Comey om loyaal te zijn, maar de FBI-directeur legde dit verzoek naast zich neer. Na herhaald aandringen zei hij "op een eerlijke manier" loyaal te zullen zijn. Op 3 mei 2017 ontsloeg Trump Comey. De officiële reden die hij gaf was Comeys optreden met betrekking tot het onderzoek naar Hillary Clinton voorafgaand aan de presidentsverkiezingen. Bij tegenstanders van president Trump was er twijfel of dit wel de echte reden was.

### Nasleep ontslag
Comeys ontslag was onmiddellijk controversieel. Het werd vergeleken met de beruchte 'Saturday Night Massacre', toen president Richard Nixon in oktober 1973 Speciale Aanklager Archibald Cox ontsloeg, die het Watergateschandaal onderzocht en ook met het ontslag van fungerend federaal aanklager Sally Yates in januari 2017. Veel Congresleden uitten hun bezorgdheid over het ontslag en beweerden dat het de integriteit van het onderzoek in gevaar zou brengen. Critici beschuldigden Trump van het belemmeren van de rechtsgang.
In de ontslagbrief beschuldigde Trump Comey ervan hem "bij drie afzonderlijke gelegenheden te hebben bevestigd dat hij zelf geen onderwerp van onderzoek was". Journalisten kenden, niet wetend wat Comey de president onder vier ogen had verteld, geen publicaties waaruit zou blijken dat de president zelf geen onderwerp van het FBI-onderzoek zou zijn. Later, tijdens zijn getuigenis in het Congres, bevestigde Comey drie maal dat Trump niet persoonlijk het doelwit van het FBI-onderzoek was.
Volgens door media geïnterviewde collega's van Comey zou Trump hem in januari gevraagd hebben hem zijn loyaliteit toe te zeggen. Omdat Comey vanuit zijn ambtsopvatting daartegen bedenkingen had, beloofde hij de president "zijn onvoorwaardelijk eerlijke opstelling" te garanderen.
Comey gaf aan bereid te zijn om over zijn ontslag te getuigen in een open hearing. Een uitnodiging van de 'Inlichtingencommissie van de Senaat' om te getuigen in een hearing achter gesloten deuren wees hij af.
Op 16 mei onthulde de The New York Times het bestaan van een handgeschreven memo van Comey, dat hij had geschreven na een ontmoeting met Trump op 14 februari 2017. Beweerd wordt dat Trump hem had gevraagd het FBI-onderzoek naar Mike Flynn, die een dag eerder was ontslagen als Nationaal Veiligheidsadviseur, te staken. Comey verklaarde later dat hij met een vriend had geregeld dat de memo met de pers zou worden gedeeld, hopend dat dat de aanstelling van een Speciale Aanklager zou triggeren.
Op 8 juni 2017 legde Comey een openbare getuigenis over zijn ontslag af tegenover de 'Inlichtingencommissie van de Senaat'. Gevraagd naar zijn gedachten over het waarom van zijn ontslag, zei hij in verwarring te zijn gebracht door de verschuivende verklaringen ervoor, maar "dat hij de president op diens woord geloofde, dat hij was ontslagen wegens zijn onderzoek naar de 'Russische Connectie'". Ook zei hij dat hij vanaf toen aantekeningen had bijgehouden van gesprekken met de president omdat "hij in alle oprechtheid bezorgd was dat deze zou liegen over de aard van onze ontmoetingen, zodat ik de noodzaak voelde dat te documenteren". Hij voegde daaraan nog toe dat hij zoiets nooit had gedaan bij de twee vorige presidenten die hij had gediend.

### BoekLoyaliteit: Waarheid, leugens en leiderschap
In augustus 2017 maakte uitgever Macmillan Publishers' Flatiron Books bekend dat het de rechten van Comeys eerste - in het voorjaar van 2018 te verschijnen - boek had verworven. In november werd de titel onthuld, A Higher Loyalty: Truth, Lies en Leadership, met 1 mei als geplande verschijningsdatum. Deze datum werd met veertien dagen vervroegd
om te vermijden dat er een conflicterende situatie met de lopende werkzaamheden van het team van Speciale Aanklager Robert Mueller zou kunnen ontstaan.
Op 18 maart leidden bestellingen in de voorverkoop ertoe dat het boek in de bestsellerlijst van Amazon.com belandde. 
De snelle stijging werd toegeschreven aan een aantal agressieve tweets van Trump, waarin deze claimde "dat Comey alles wist van de leugens en corruptie die er heersen op het hoogste niveau van de FBI".
In antwoord hierop twitterde Comey: "Mr. President, het Amerikaanse volk zal heel spoedig mijn verhaal horen. En zij kunnen zelf oordelen wie eerbaar en wie niet eerbaar is."

### Post-gouvernementele activiteiten
In de zomer van 2017 verzorgde Comey een serie lezingen aan de Howard University, een historisch zwarte universiteit in Washington D.C. In de loop van 2018 zal hij terugkeren naar zijn alma mater, het College of William & Mary in Williamsburg (Virginia), om een cursus over ethisch leiderschap te geven. Hij zal daar als hoogleraar zonder vaste aanstelling  colleges geven.

## Politieke positie
Hoewel Comey het grootste deel van zijn leven stond geregistreerd als lid van de Republikeinse Partij, verklaarde hij tijdens zijn getuigenis in het Congres van 7 juli 2016, dat hij niet langer stond geregistreerd bij welke partij dan ook. Eerder doneerde hij ten gunste van de presidentiële campagnes van John McCain (2008) en Mitt Romney (2012). In een interview met ABC News op 18 april 2018 zei Comey "dat de Republikeinse Partij hem en vele anderen in de steek heeft gelaten" en dat "deze mensen niets vertegenwoordigen waarin hij gelooft".

## Privé
Comey en zijn vrouw, Patrice Failor, zijn ouders van vijf kinderen en een op jonge leeftijd overleden zoon. Hij is van Ierse afkomst en werd grootgebracht in een Rooms-katholiek gezin. Comey sloot zich later aan bij de United Methodist Church. Hij heeft een rijzige gestalte (2.03 m).
Maurene Comey, een dochter James, was van 2016 tot 2025 federaal openbaar aanklager bij het Amerikaans ministerie van Justitie. Ze was onder meer hoofdaanklager in de zaak-Epstein en de zaak tegen rapper Sean 'Diddy' Combs.